# Gottkomplex
Gottkomplex (auch Gott-Komplex, Gotteskomplex oder Gottmensch-Komplex; englisch god complex) ist eine populärpsychologische Bezeichnung für die unerschütterliche Selbstwahrnehmung eines Menschen, der glaubt, aufgrund von persönlichen Fähigkeiten, Privilegien oder seiner Unfehlbarkeit gottgleich zu sein oder gottgleich zu handeln.
Gottkomplex ist kein medizinischer Begriff.

## Begriffsbildung
Der Begriff wurde 1913 von dem britischen Psychoanalytiker Ernest Jones (1879–1958) in dem Aufsatz The God Complex: The Belief That One is God and the Resulting Character Traits (deutscher Titel: Der Gottmensch-Komplex: Der Glaube, Gott zu sein, und die daraus folgenden Charaktermerkmale) geprägt. Jones bezog diesen Begriff u. a. auf Personen, die sich in dieser Rolle sehen und deshalb einen besonderen Drang haben, als Psychologe und/oder Psychiater in das Leben anderer einzugreifen.
Ernest Jones schrieb: „Eine solche megalomanische Phantasie wäre kaum verständlich, wenn wir nicht wüßten, wie eng die Vorstellungen von Gott und Vater zusammenhängen, so eng, daß, vom rein psychologischen Standpunkt aus, die erste einfach als vergrößerte, idealisierte und projizierte Form der zweiten angesehen werden kann.“ Eine Identifizierung des eigenen Ich „mit dem geliebten Objekt“ begegne „in einem gewissen Ausmaß bei jeder Neigung“ und sei „ein regelmäßiger Bestandteil des Verhaltens eines Knaben seinem Vater gegenüber“. Der stelle sich vor, der Vater zu sein und ahme ihn nach, so dass es „nur natürlich“ sei, wenn „ein ähnliches Verhalten sich in bezug auf den vollkommeneren himmlischen Vater“ entwickle. Das werde „direkt eingeschärft sowohl in der religiösen Lehre, daß man danach streben soll, dem göttlichen Vorbild so ähnlich als möglich zu werden (d. h. es nachzuahmen), als auch in dem Glaubenssatz, daß jeder Mensch ein Ebenbild Gottes ist und den göttlichen Geist in sich“ trage. „Der Übergang von gehorsamer Nachahmung zur Identifizierung“ gehe oft schnell vor sich und im Unbewussten komme „praktisch beides auf das Gleiche hinaus“.
Später wurde die Begriffsverwendung verallgemeinert.

## Beschreibung
Eine Person mit Gottkomplex kann sich beispielsweise weigern, die Möglichkeit ihres Irrtums oder Versagens zuzulassen oder zuzugeben, sogar angesichts unwiderlegbarer Beweise, unlösbarer Probleme oder unmöglicher Aufgaben. Eine solche Person ist auch extrem dogmatisch in ihren Ansichten, was sich darin äußert, dass diese Person von ihren persönlichen Meinungen spricht, als ob sie zweifellos richtig seien. Jemand mit einem Gottkomplex zeigt beispielsweise keine Rücksicht auf die Konventionen und Forderungen der Gesellschaft und kann besondere persönliche Erwägungen oder Privilegien verlangen.
Dabei sind in dem Charakter und Verhalten oft Narzissmus, vermeintliche Unfehlbarkeit im Denken und Handeln, Selbstüberschätzung, Realitätsverlust (bzw. fehlender Realitätsbezug) und dogmatisches Denken, also der allgemeine Glaube, die einzigen, richtigen Werte und Ideale zu vertreten, zu erkennen.

## Abgrenzung
Gottkomplex stellt keinen medizinischen Begriff oder diagnostizierte psychische Störung dar und wird auch nicht im Diagnostic and Statistical Manual of Mental Disorders (DSM) erwähnt.

## Verwendung in der Popkultur
- Der Gottkomplex wird in dem Song Sugar, We’re Going Down von Fall Out Boy erwähnt: „A loaded god complex, cock it and pull it“.[7]
- God Complex ist der Titel einer Comic-Geschichte (Iron Man/Thor Nr. 1–4; 2011) mit den Marvelhelden Thor und Iron Man.
- Gottkomplex ist der Titel eines Albums des deutschen Rappers 3Plusss.[8]
- Der Charakter Light Yagami aus Death Note entwickelt durch das Benutzen des Death Notes einen Gottkomplex.[9]
- In dem Film Malice (1993) wird dem Charakter Dr. Jed Hill (gespielt von Alec Baldwin) die Position des Chefchirurgen am Massachusetts General Hospital trotz herausragender medizinischer Leistungen verweigert, weil ihm in seinen vierteljährlichen Beurteilungen ein Gottkomplex bescheinigt wurde. Dies löst bei ihm eine narzisstische Kränkung aus und er versucht sich dafür zu rächen, in dem er zusammen mit der Filmfigur Tracy Safian (gespielt von Nicole Kidman) einen Versicherungsbetrug einfädelt, aus dem er seiner Meinung nach als Gewinner hervorgehen würde und so diese Schmach tilgen kann.[10][11]